# Anthropocentric
Albums de The Ocean
Heliocentric
(2010) Pelagial
(2013)
Anthropocentric est le sixième album studio du groupe de metal progressif allemand The Ocean, sorti le 9 novembre 2010 sous le label Metal Blade Records. Il constitue avec Heliocentric, sorti le 9 avril 2010, un double album consacré à la critique du Christianisme.
Anthropocentric s'inspire notamment du récit Le Grand Inquisiteur contenu dans le roman Les Frères Karamazov de l'écrivain russe Fiodor Dostoïevski. Il s'inspire également de réponses de Friedrich Nietzsche et de Richard Dawkins à la question de la place de l'Homme dans l'Univers.
Il existe également une version instrumentale de l'album, nommée Anthropocentral. 

## Liste des titres
| 1.    | Anthropocentric                                 | 9:24 |
| 2.    | The Grand Inquisitor I: Karamazov Baseness      | 5:02 |
| 3.    | She Was the Universe                            | 5:39 |
| 4.    | For He That Wavereth...                         | 2:07 |
| 5.    | The Grand Inquisitor II: Roots & Locusts        | 6:33 |
| 6.    | The Grand Inquisitor III: A Tiny Grain of Faith | 1:56 |
| 7.    | Sewers of the Soul                              | 3:44 |
| 8.    | Wille zum Untergang                             | 6:03 |
| 9.    | Heaven TV                                       | 5:04 |
| 10.   | The Almightiness Contradiction                  | 4:34 |
| 50:06 |                                                 |      |